# Слободищенський трактат
Слободищенський (або Чуднівський) трактат — договір, укладений гетьманом Юрієм Хмельницьким з Річчю Посполитою в Слободищі, коло міста Чуднова 17 (27) жовтня 1660 року.
Слободищенський трактат скасовував невигідні для України, продиктовані Москвою Переяславські статті 1659 року, розривав союз із московським царем і відновлював державний зв'язок України з Річчю Посполитою. Хоч український уряд наполягав на повному відновленні Гадяцького договору 1658 року, сторона Речі Посполитої, репрезентована гетьманом Станіславом Потоцьким і Єжи-Себастьяном Любомирським, не погодилася на реституцію Великого князівства Руського, залишаючи в силі інші пункти Гадяцького договору.

## Зміст
Слободищенський трактат містив наступні основні пункти:
1) Гетьмани Потоцький та Любомирський мають підтвердити своєю присягою Гадяцьку угоду за винятком пунктів, які стосуються князівства Руського;
2) Юрій Хмельницький з Військом Запорозьким відступає від московського царя і не повинен шукати іншого покровителя, ніж короля Речі Посполитої
3) Гетьман з Військом Запорозьким повертається в Україну, щоб повернути фортеці, які знаходяться під контролем московитів;
4) Переяславському полковнику Тимофію Цюцюрі прощаються його провини. Він зобов'язується повернути зброю проти московитів і довести свою вірність королю;
5) Ніжинському та Чернігівському полкам наказано відступитися від росіян, інакше Хмельницький мусить виступити проти них;
6) У випадку бунту на Запорожжі чи в інших місцевостях гетьман має його придушити;
7) Володіння кримського хана не повинні зазнавати нападу з боку козаків доки триває дружба між ханом та королем Речі Посполитої;
8) Присягнути королю має не лише гетьман, але й простолюд перед присланими комісарами.

## Значення
На підставі Слободищенського трактату Україна отримала лише автономію з гетьманом на чолі, була зобов'язана воювати разом з військом Речі Посполитої проти Москви й не нападати на Кримські володіння. Наслідком цього трактату була капітуляція московського війська й довголітній кримський полон його головнокомандувача, боярина Василя Шереметєва. Козацька рада в Корсуні схвалила Слободищенський трактат, але лівобережні полки, на чолі з Якимом Сомком і Василем Золотаренком, під загрозою московської помсти, залишилися на боці Москви. Цим був започаткований поділ Козацько-Гетьманської держави на Правобережну й Лівобережну частини.
Слободищенський трактат, який став початком розколу України за територіальною ознакою, водночас відкрив новий етап боротьби за гетьманську владу. Особливість цього етапу полягала в тому, що предметом бажань старшини одночасно стали дві булави. Лівобережжя, яке перебувало під патронатом Москви, дедалі більше відокремлюється та відмежовується від Правобережжя. На Правобережжі відновлення польсько-шляхетських порядків спричинило народний опір та посилення старшинської опозиції. За цих обставин гетьманське крісло захиталось під Юрієм Хмельницьким. Претендентів на булаву вистачало в українських землях. На Лівобережжі основна боротьба розгорнулася між Яковом Сомком, Іваном Брюховецьким та Василем Золотаренком. На Чорній раді у Ніжині (червень 1663) гетьманом у результаті заколоту було обрано Івана Брюховецького.